# Моцартеум
Університет Моцартеум Зальцбурґ, Університет Моцартеум чи Моцартеум, іноді Моцартеюм (нім. Universität Mozarteum Salzburg, Universität Mozarteum, Mozarteum) — заклад вищої освіти в Зальцбурзі (Австрія), а також однойменний концертний комплекс і оркестр. Назва походить від імені видатного композитора В.-А. Моцарта.

## Історія

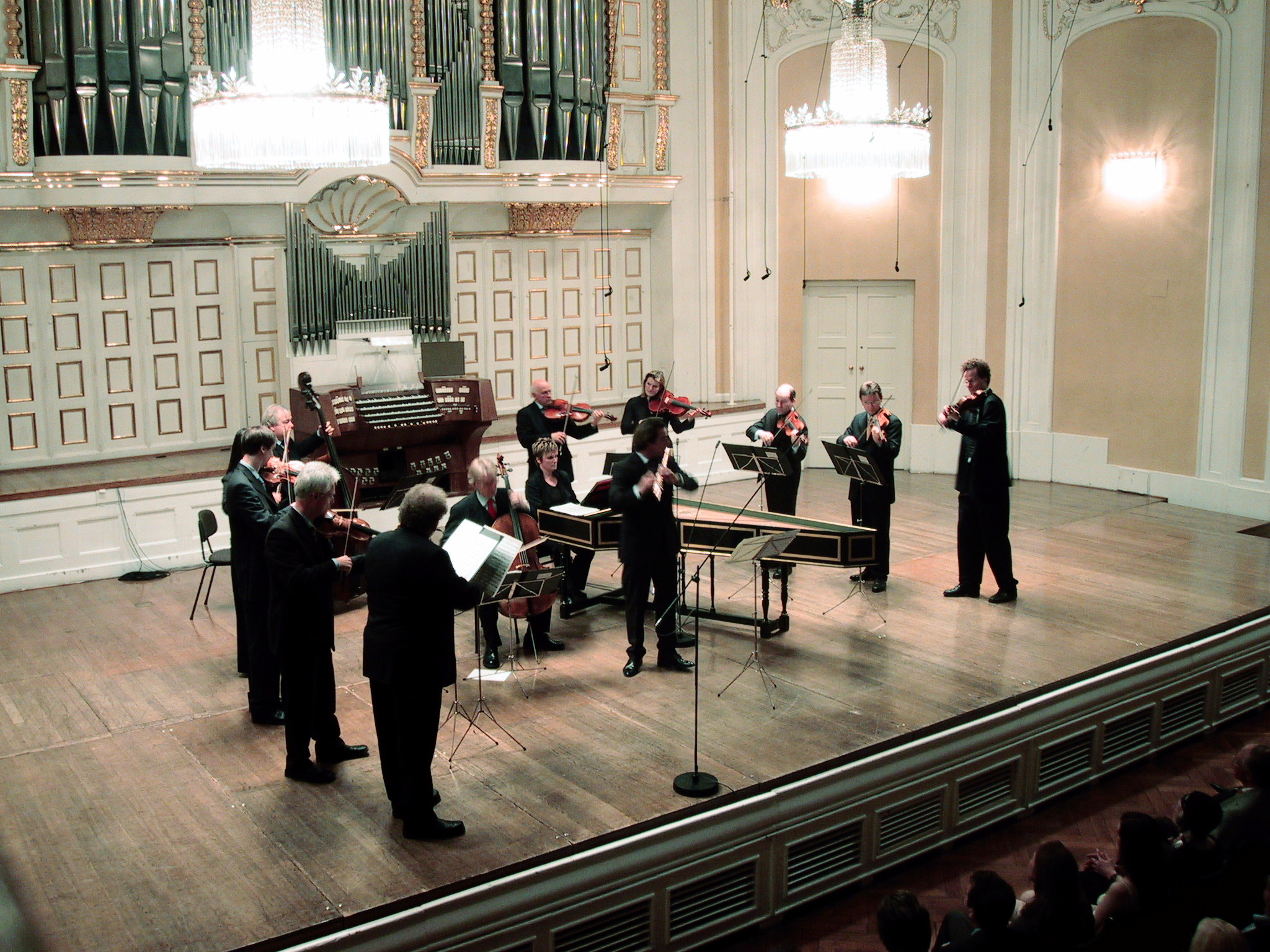
Сцена Великого концертного залу в Моцартеумі

Був заснований 1841 року за участю вдови Моцарта Констанци під назвою «Соборне музичне товариство і Моцартеум» (нім. Dommusikverein und Mozarteum); до числа завдань нового закладу входило як навчання музикантів (з особливою увагою до церковної музики), так і збирання й вивчення творчої спадщини Моцарта. 1881 року Моцартеум об'єднався з Міжнародним фондом Моцартеум (нім. Internationale Mozarteumstiftung). У 1914 році дістав статус консерваторії. Надалі офіційна назва Моцартеума змінювалася ще кілька разів; з 1998 року він називається Університет Моцартеум у Зальцбурзі (нім. Universität Mozarteum Salzburg).
Міжнародний фонд Моцартеум, який діє при університеті, збирає Моцартівську бібліотеку і підтримує мережа музеїв у Зальцбурзі, присвячену Моцартові.